# Take a Picture
Take a Picture — второй сингл с альбома «Title of Record» индастриал-рок-группы «Filter». Песня стала хитом начала 2000 года. Её звучание, мягкое и мелодичное, сильно отличается от других песен коллектива.

## Песня и клип
Основой песни являются синтезированная стена звука и повторяющиеся рефреном строки «Could you take my picture? / 'Cause I won't remember», предающие песни сюрреалистическую и сказочную ауру. Текст песни весьма немногословен, что также стало причиной интерпретирования её смысла в нечто, напрямую не связанное с текстом. Фронтмен группы, Ричард Патрик, сказал, что песня о том, как он напился в самолёте, срывал с себя одежду и боролся со стюардессами, пытавшимися остановить его. Дразнящая строка «Hey, Dad, what do you think about your son now?» вызвала обиду у отца Патрика, который смог его успокоить, объяснив, что у этих слов иной, скрытый смысл. Бэк-вокал в песне принадлежит Д’арси Рецки.
Клип, снятый Дэвидом Майерсом, также отсылает к сказочным мотивам. Центральной темой стала вода, сценами клипа стали: океан с разбившемся в нём самолётом, плавание без акваланга под водой, лодка посреди океана, затопленный водой зал дома, крыша коттеджа.

## Реакция
На сегодняшний день сингл является самой популярной песней «Filter». Он добрался до 12-го места в Billboard Hot 100 и 25-го в UK Singles Chart, стал лидером американского танцевального чарта и канадского рок-чарта. Песня вошла в саундтреки фильмов «Соседка», «Никки, дьявол-младший», «Заплати другому»; её можно исполнить в игре «Band Hero».

### Позиции в чартах
| US | US Main. | US Alt. | US Dance | AUS | CAN | CAN Alt. | GER | NZ | UK |
| -- | -------- | ------- | -------- | --- | --- | -------- | --- | -- | -- |
| 12 | 4        | 3       | 1        | 32  | 3   | 1        | 98  | 8  | 25 |